# Jeferson Elias Braga Montimor
Jeferson Elias Braga Montimor (* 12. Januar 1998 in Governador Valadares), auch bekannt als Jeferson, ist ein brasilianischer Fußballspieler.

## Karriere
Jeferson erlernte das Fußballspielen in der Jugend von Atlético Mineiro im brasilianischen Belo Horizonte. Von 2016 bis 2022 spielte er bei den unterklassigen brasilianischen Vereinen Democrata FC, Ipatinga FC, SC Aymorés, CA Patrocinense, Osvaldo Cruz FC, América FC, UR Trabalhadores, Democrata FC und Novo EC Ipatinga. Im Januar 2023 zog es ihn nach Asien. Hier unterschrieb er in Vietnam einen Vertrag beim Erstligisten Viettel FC. Am 20. August 2023 stand er mit dem Verein aus Hanoi im Endspiel des vietnamesischen Pokals. Das Finale wurde gegen den Erstligisten FC Thanh Hóa im Elfmeterschießen verloren. Nach insgesamt 14 Ligaspielen wechselte er im November 2023 zum ebenfalls in der ersten Liga spielenden Công An Hà Nội FC. Für den Verein, der ebenfalls in Hanoi beheimatet ist, bestritt er 23 Ligaspiele. Hierbei erzielte er 13 Treffer. Mitte Juli 2024 schloss er sich bis Jahresende dem Ligakonkurrenten Hoàng Anh Gia Lai an. Nach sieben Ligaspielen verließ er den Verein und ging nach Thailand, wo er sich in Chanthaburi dem Zweitligisten Chanthaburi FC anschloss.

## Erfolge
Viettel FC
- Vietnamesischer Pokalfinalist: 2023